# Dick Tracy (film, 1990)
A Dick Tracy egy 1990-ben bemutatott amerikai bűnügyi akcióvígjáték, melyet Warren Beatty rendezett. A forgatókönyvet Jim Cash és Jack Epps Jr. készítette az 1930-as években népszerű, azonos című képregény alapján. A főbb szerepekben Beatty, Al Pacino, Madonna, Glenne Headly és Charlie Korsmo látható. 
1990. június 13-án mutatták be az Egyesült Államokban. Magyarországon december 20-tól kezdték vetíteni a mozikban. Habár több díjra is jelölték a filmet, elsősorban a látványterv, a smink, a zene és a jelmezek zsebeltek be elismerést. Az énekesnő Madonna kiadott a filmben szereplő dalaiból egy külön albumot I’m Breathless címmel, és harmadik világturnéján, a Blond Ambition World Touron szerepelt a programban.
Dick Tracy kalandjainak ez volt a harmadik mozifilmes megörökítése, a karaktert korábban Ralph Byrd és Morgan Conway öltötte magára tévében, filmben és rádiósorozatban.

## Cselekmény
Nagymenő, a bűnözők feje, agresszív felvásárlásba kezd a kisvállalkozásoknál. Kölyök, az utcagyerek, véletlenül szemtanúja lesz egy csapat maffiózó lemészárlásának, amelyet Tompafej és Kukac, Nagymenő két gengsztere követ el. A fiú Dick Tracy nyomozóhoz kerül, aki ideiglenesen örökbe fogadja barátnőjével, Széplelkű Tess-szel. 
Nagymenő újabb gyilkosságot követ el, mikor megöli Tepsiszájat egy cementeszsákkal. Tepsiszáj halála előtt megalapította a Ritz Klubot, barátnőjét, Csábító Mahoney-t pedig Nagymenő ellopja. Tracy kihallgatja Tompafejet, Kukacot és Motyogót, majd a Ritz Klubba megy, hogy letartóztassa Nagymenőt. Tanúja azonban csak Csábító, aki nincs nagy segítségére, így bizonyíték hiányában kiengedik Nagymenőt a börtönből.  
Nagymenő elkezdi betoborozni magához a többi bűnözőt, az ellenállókat pedig megöleti. Tracy szaglászik utána, és megpróbálják megvesztegetni, majd megölni, de Kölyök kihúzza a csávából. Csábító beállít Tracy lakására, és megcsókolja a férfit, ezért barátnője, Tess elhagyja a várost. Tracy eltereli Nagymenő figyelmét, amíg Poloska Bailey lehallgató készülékeket helyez el a Ritz Klubban. Ennek köszönhetően Nagymenő több üzelmét is fel tudják számolni, de hamarosan elkapják a férfit, és megpróbálják Tracyt csapdába csalni. 
Nagymenő terve majdnem sikerül, mikor hirtelen egy arc nélküli ismeretlen közbeavatkozik. Tracy próbálja meggyőzni Csábítót, hogy tegyen tanúvallomást, de Csábító Tracyhez akar közelebb kerülni. Tesst ezalatt az arc nélküli ismeretlen elrabolja Nagymenő egyik emberével, Tracyt pedig elkábítják, és rákenik a kerületi ügyész meggyilkolását. 
Big Boy üzlete addig virágzik, amíg az arc nélküli ismeretlen meg nem vádolja őt Tess elrablásával. A kiszabadított Tracy és társai lövöldözésbe kerülnek a Ritz Klub előtt. Nagymenő a fogaskerekekhez kötözi Tesst, és szembeszáll Tracyvel. A harcuk megszakad, amikor megjelenik az arc nélküli ismeretlen, és felkínálja Tracynek, hogy osszák fel kettejük között a várost. Nagymenő egy váratlan pillanatban tüzet nyit, és az arc nélküli halálosan megsebesül, Nagymenő pedig a mélybe zuhan. A titokzatos idegen valójában Csábító Mahoney, aki csókkal búcsúzik Tracytől.
Tracy megkéri a kiszabadított Tess kezét, de a jegyességet egy rablási ügy zavarja meg. Tracy elindul a bűnözők után nyomában Kölyökkel, aki felveszi az ifjabb Dick Tracy nevet.

## Szereplők
| Szerep               | Színész            | Magyar hangja     |
| -------------------- | ------------------ | ----------------- |
| Dick Tracy           | Warren Beatty      | Gáti Oszkár       |
| Széplelkű Tess       | Glenne Headly      | Herczeg Csilla    |
| Csábi Bébi Mahoney   | Madonna            | Udvaros Dorottya  |
| Nagymenő             | Al Pacino          | Reviczky Gábor    |
| Kölyök               | Charlie Korsmo     | Simonyi Balázs    |
| Sam Catchem          | Seymour Cassel     | Hollósi Frigyes   |
| Pat Patton           | James Keane        | Konrád Antal      |
| Brandon rendőrfőnök  | Charles Durning    | Horkai János      |
| Fletcher államügyész | Dick Van Dyke      | Fülöp Zsigmond    |
| Poloska Bailey       | Michael J. Pollard | Pathó István      |
| Motyogó              | Dustin Hoffman     | Varga T. József   |
| Violinkulcs          | Mandy Patinkin     | Kovács István     |
| Tompafej             | William Forsythe   | Sörös Sándor      |
| Kukac                | Ed O’Ross          | Vass Gábor        |
| Számláló             | James Tolkan       | Dobránszky Zoltán |
| Múmia                | R. G. Armstrong    | Surányi Imre      |
| Influence            | Henry Silva        | Wohlmuth István   |
| Tepsiszáj            | Paul Sorvino       | Vajda László      |
| Spaldoni             | James Caan         | Kránitz Lajos     |
| Mike                 | Tom Signorelli     | Csernák János     |
| Tess anyja           | Estelle Parsons    | Gyimesi Pálma     |

## Fogadtatás

### Bevételi adatok
A film pénzügyileg kiemelkedően teljesített. A Box Office Mojo szerint a 47 millió dolláros költséget bőven megduplázta 103 millió dollárra.

### Kritikai visszhang
A film általánosságban jó értékelést kapott a kritikusoktól. A Rotten Tomatoeson 61%-os minősítést ért el 57 értékelés alapján, az összefoglaló szerint: „A Dick Tracy stílusos, egyedi és tagadhatatlanul technikai diadal, de végül nehezen tud felülemelkedni kétdimenziós mesterkéltségén.” Owen Gleiberman az Entertainment Weekly-től azt írta: „Beatty és munkatársai felfokozták Chester Gould klasszikus képregényének vibrálóan ízléstelen városi éjszakai világát.” A Variety a következőt nyilatkozta: „Bár elragadóan néz ki, Warren Beatty régóta dédelgetett projektje furcsán távoli, semmitmondó film.” Gene Siskel a Chicago Tribuntől azt írta: „Egyszerre vizuális élvezet és drámai csalódás.” Bob Thomas az Associated Presstől azt írta: „Felejtsd el a cselekményt. A Dick Tracy lényege a karakterekben és a stílusban rejlik, és ebben felülmúlja a tavaly nyári esetlen, túlfilmesített Batmant.”
A MetaCritic 68 pontot adott a 100-ból 24 vélemény alapján. Roger Ebert a Chicago Sun Timestól azt nyilatkozta: „Warren Beatty Dick Tracy-rendezése ugyanolyan fétises örömmel közelíti meg az anyagot, mint amilyet én éreztem, amikor a képregényt olvastam.” Keith Phipps a Slate-től azt írta: „Beatty egy olyan filmet készített, amely vizuális elemeket tartalmazott, de nem rendelkezett irányadó vízióval.” Peter Travers a Rolling Stone-tól azt írta: „A nagy felhajtás után a Dick Tracy-filmről kiderül, hogy egy szép nagy unalom.”

### Fontosabb díjak és jelölések
| Esemény                 | Díj                | Kategória                                              | Eredmény |
| ----------------------- | ------------------ | ------------------------------------------------------ | -------- |
| 44. BAFTA-gála          | BAFTA-díj          | Legjobb férfi mellékszereplő: Al Pacino                | Jelölve  |
| 44. BAFTA-gála          | BAFTA-díj          | Legjobb jelmeztervezés                                 | Jelölve  |
| 44. BAFTA-gála          | BAFTA-díj          | Legjobb vágás                                          | Jelölve  |
| 44. BAFTA-gála          | BAFTA-díj          | Legjobb smink                                          | Elnyerte |
| 44. BAFTA-gála          | BAFTA-díj          | Legjobb díszlet                                        | Elnyerte |
| 44. BAFTA-gála          | BAFTA-díj          | Legjobb hang                                           | Jelölve  |
| 44. BAFTA-gála          | BAFTA-díj          | Legjobb vizuális effektusok                            | Jelölve  |
| 48. Golden Globe-gála   | Golden Globe-díj   | Legjobb filmmusical vagy vígjáték                      | Jelölve  |
| 48. Golden Globe-gála   | Golden Globe-díj   | Legjobb férfi mellékszereplő: Al Pacino                | Jelölve  |
| 48. Golden Globe-gála   | Golden Globe-díj   | Legjobb eredeti filmbetétdal: "Sooner or Later"        | Jelölve  |
| 48. Golden Globe-gála   | Golden Globe-díj   | Legjobb eredeti filmbetétdal: "What Can You Lose?"     | Jelölve  |
| 33. Grammy-gála         | Grammy-díj         | Legjobb eredeti filmzene                               | Jelölve  |
| 33. Grammy-gála         | Grammy-díj         | Legjobb dal vizuális médiára: "More"                   | Jelölve  |
| 33. Grammy-gála         | Grammy-díj         | Legjobb dal vizuális médiára: "Sooner or Later"        | Jelölve  |
| 63. Oscar-gála          | Oscar-díj          | Oscar-díj a legjobb férfi mellékszereplőnek: Al Pacino | Jelölve  |
| 63. Oscar-gála          | Oscar-díj          | Legjobb operatőr                                       | Jelölve  |
| 63. Oscar-gála          | Oscar-díj          | Legjobb látványtervezés                                | Elnyerte |
| 63. Oscar-gála          | Oscar-díj          | Legjobb jelmeztervezés                                 | Jelölve  |
| 63. Oscar-gála          | Oscar-díj          | Oscar-díj a legjobb hangnak                            | Jelölve  |
| 63. Oscar-gála          | Oscar-díj          | Legjobb smink                                          | Elnyerte |
| 63. Oscar-gála          | Oscar-díj          | Legjobb eredeti dal: "Sooner or Later"                 | Elnyerte |
| 1991-es Szaturnusz-gála | Szaturnusz-díj     | Legjobb fantasyfilm                                    | Jelölve  |
| 1991-es Szaturnusz-gála | Szaturnusz-díj     | Legjobb férfi főszereplő: Warren Beatty                | Jelölve  |
| 1991-es Szaturnusz-gála | Szaturnusz-díj     | Legjobb női főszereplő: Madonna                        | Jelölve  |
| 1991-es Szaturnusz-gála | Szaturnusz-díj     | Legjobb férfi mellékszereplő: Al Pacino                | Jelölve  |
| 1991-es Szaturnusz-gála | Szaturnusz-díj     | Legjobb fiatal színész: Charlie Korsmo                 | Jelölve  |
| 1991-es Szaturnusz-gála | Szaturnusz-díj     | Legjobb jelmez                                         | Jelölve  |
| 1991-es Szaturnusz-gála | Szaturnusz-díj     | Legjobb smink                                          | Elnyerte |
| Young Artist-díjátadó   | Young Artist Award | Legjobb családi filmvígjáték                           | Jelölve  |
| Young Artist-díjátadó   | Young Artist Award | Legjobb fiatal színész: Charlie Korsmo                 | Jelölve  |